# 孙中文
孙中文（英語：Patrick Sun Zhong Wen，1984年12月17日—），香港人，香港国语配音员。2007年加入無綫電視国语配音组。

## 生平
孙中文在2007年畢業於中國傳媒大學播音與主持藝術學院，同年入行無綫電視國語配音組。聲線與當年「盧崑」有幾分相似；他曾在『CCTV－新聞頻道』以及『廈門電視台－娛樂生活頻道』實習編導及主持人；又曾参加湖南衛視《快乐星主播》节目錄製；孙中文擅长配青中年男子角色，曾为香港演员陈键锋、蕭正楠的配音，現時為香港演员王祖蓝御用配音員；他於2014年3月21日无线配音组仝人联欢暨颁奖典礼中，以《世界遗产名录：飞越丹霞》获得国语组－纪录片最佳旁述奖；

## 外部連結
1. ↑  電視廣播有限公司：配音藝員孫中文基本資料
2. ↑  土豆网：孙中文 （页面存档备份，存于）

- 孙中文的新浪微博